# Denmoza rhodacantha
Denmoza rhodacantha (Salm-Dyck) Britton & Rose è una pianta succulenta appartenente alla famiglia delle Cactacee, originaria dell'Argentina. È l'unica specie nota del genere Denmoza Britton & Rose.
È una delle specie più usate come cactus amplificato, strumento musicale sudamericano.

## Descrizione
Ha un  fusto globoso-cilindrico, con circa una ventina di costolature ondulate ricoperte di numerose spine ricurve e robuste, dapprima rosse e poi color ruggine. I fiori sono di color rosso.

## Coltivazione
Hanno bisogno di terreno molto poroso composto di terra concimata, sabbia e una parte di ghiaia. La pianta andrà rinvasata ogni tre anni all'inizio della primavera. In serra andrà posizionata in posizione molto luminosa e assolata, le annaffiature dovranno essere costanti per tutto il periodo primavera-autunno mentre in inverno andranno del tutto sospese; è infatti nel periodo invernale che questa entra in riposo vegetativo e quindi non avrà bisogno di nutrimento. Nel periodo invernale può resistere anche a una temperatura di 4 °C.

## Propagazione
La riproduzione avviene per seme posto a dimora in un letto di sabbia umida e conservate in serra ad una temperatura di 21 °C; dopo un anno, quando le piantine saranno abbastanza cresciute, verranno invasate singolarmente.